# وزارة المالية والتخطيط والتنمية الاقتصادية (أوغندا)
وزارة المالية والتخطيط والتنمية الاقتصادية هي وزارة حكومية على مستوى مجلس الوزراء في أوغندا.
تتركز مُهمة الوزارة في صياغة سياسات اقتصادية ومالية سليمة، وتعبئة الموارد لتنفيذ البرامج الحكومية، وتوزيع الموارد العامة على النحو الذي يخصصه البرلمان، ومحاسبة استخدامها وفقًا للقوانين الوطنية وأفضل الممارسات الدولية. وزير المالية في الحكومة هو ماتيا كاسايجا، وذلك منذ تعيينه في 1 مارس 2015.

## روابط خارجية
- وزارة المالية والتخطيط والتنمية الاقتصادية
- وزارة المالية والتخطيط والتنمية الاقتصادية - دليل المؤسسات التابعة للوزارة